# Songs from My Heart
Songs from My Heart es el álbum de estudio debut de la actriz, cantante y personalidad de los medios inglesa Amanda Holden, lanzado por Universal Music el 2 de octubre de 2020. Es un álbum de versiones que consiste principalmente en melodías de programas, junto con versiones de «A Thousand Years» de Christina Perri y «Lullabye (Goodnight, My Angel)» de Billy Joel.
Songs from My Heart entró en la UK Singles Chart en el número 4 y permaneció en la lista durante 6 semanas.

## Lista de canciones
| N.º | Título                                    | Duración |  |
| 1.  | «Not While I'm Around»                    | 2:45     |  |
| 2.  | «With You»                                | 4:28     |  |
| 3.  | «Don't Cry for Me Argentina»              | 5:34     |  |
| 4.  | «When She Loved Me»                       | 3:08     |  |
| 5.  | «Hushabye Mountain»                       | 3:20     |  |
| 6.  | «A Thousand Years»                        | 4:34     |  |
| 7.  | «I Know Him So Well» (con Sheridan Smith) | 4:12     |  |
| 8.  | «I Dreamed a Dream»                       | 4:18     |  |
| 9.  | «Over the Rainbow»                        | 3:09     |  |
| 10. | «Somewhere»                               | 2:51     |  |
| 11. | «As If We Never Said Goodbye»             | 4:51     |  |
| 12. | «Tightrope»                               | 4:01     |  |
| 13. | «Lullabye (Goodnight, My Angel)»          | 3:33     |  |

## Posicionamiento en las listas
| Lista (2020)                    | Posición más alta |
| ------------------------------- | ----------------- |
| Escocia (Scottish Albums Chart) | 7                 |
| Reino Unido (UK Albums Chart)   | 4                 |